# ゴーストライダー (ビデオ作品)
ゴーストライダー（Ghost Rider）はスウェーデンで制作された、オートバイパフォーマンスのビデオ作品である。

## 概要
スウェーデン・ストックホルムのクレイジーライダー、Patrik Furstenhoffによる公道でのオートバイパフォーマンスを撮影記録したものである。GSX-R1000やターボチャージャーを装着した499馬力のGSX1300Rハヤブサなどのスーパースポーツタイプのオートバイで一般車両が走行する高速道路を車載のスピードメーターの計測で300km/h以上で疾走、300km/hからウイリーしてさらに加速、68kmの高速道路を15分で走り抜けるなどの走行を車載カメラで記録している。現地のパトカーに追走されるシーンも収録されている。

2003年に一部のオートバイ関連ショップで先行販売された作品である。

### ゴーストライダーシリーズ
- ゴーストライダー THE FINAL RIDE! (2002年)
- ゴーストライダー 2 GOES WILD (2003年)
- ゴーストライダー 3 GOES CRAZY IN EUROPE (2004年)
- ゴーストライダー 4 GOES UNDERCOVER (2005年)
- ゴーストライダー 5 Back To Basics (2007年)